# Marianne Tralau
Marianne Tralau (* 4. November 1935 in Rostock; † 17. August 2022 in Köln) war eine deutsche Künstlerin und Galeristin.

## Leben
Marianne Tralau verbrachte ihre Schulzeit in Wolfenbüttel und Köln. Ihr Vater war der Kölner Stadtoberbaudirektor Walter Tralau, ein Schüler des Bauhauses und Walter Gropius’. Sie absolvierte ihr Kunststudium an den Kölner Werkschulen und der Hamburger Landeskunstschule (von 1954 bis 1957), anschließend folgte eine Ausbildung zur Handweberin.
Seit 1957 war Tralau mit dem Künstler Will Thonett verheiratet. Nach seinem Tod 1973 begann sie ein Lehramtsstudium, um anschließend von 1978 bis 1981 als Lehrerin für Kunst und Mathematik zu arbeiten.
1981 bis 1998 war sie freie Mitarbeiterin beim KAOS Film- und Video-Team Köln als Videodesignerin. Sie gründete und leitete die KAOS-Galerie in Köln.
1986 heiratete Tralau den Journalisten Peter Kleinert. Von 2002 bis 2008 betrieb sie in Eckernförde eine Galerie und Kleinkunstbühne.

## Wirkung
Ihre Internationalen Auftritte mit der Aktion „rotes Tuch“ (meist nicht öffentlich), Langzeitaktionen wie „secret Gifts“, „erstes Bild vom Film“ etc. zeigten ein Kunstverständnis, an dem der Kunstmarkt nicht teilhaben kann und das Publikum nicht unbedingt teilhaben muss.
Sie hatte eine zunehmend starke Außenwirkung auf jüngere Kollegen durch ihre klaren, oberflächlich betrachtet manchmal banal wirkenden Zeichnungen und die durchkomponierten Installationen und engagierte sich stark bei der Kollegenförderung, so im Zusammenhang mit dem schleswig-holsteinischen Künstlerhaus Eckernförde.

## Eigene Ausstellungen (Auswahl)
- 1987 Bluecoat Gallery Liverpool, 4 Kölner Künstler
- 1989 Leipzig, Galerie EIGEN+ART (vor der Wende), Einzelausstellung
- 1992/1993 USA, Charlotte und Atlanta, 7 Kölner Künstler
- 1996 Fluxus, Frauenmuseum Bonn, Einzelausstellung im Zusammenhang mit Yoko Ono u. a.
- 1997 Performancekonferenz Bangkok

## Ausstellungen anderer Künstler (Auswahl)
- 1987 und 1993 Carola Willbrand
- 1987 Thomas Hirschhorn
- 1994 Joa Iselin und Christoph Ranzenhofer: „Porte Rouge“
- 1990 Erwin Stache
- 2004 Holger Späth

## Auszeichnungen
- 1973 Nordrhein-westfälischer Staatspreis für Textilgestaltung
- 1993 Otzenrath-Stipendium
- 1997 2. Preis des „Golden Mop“, Leipzig
- 1999 Stipendium im Künstlerhaus Lukas in Ahrenshoop
- 1999 Stipendium im Schleswig-Holsteinischen Künstlerhaus Eckernförde
- 2000 Stipendium in St.-Mathieu-de-Treviers, Frankreich